# Берлінський міжнародний кінофестиваль 2015
65-й Берлінський міжнародний кінофестиваль — кінофестиваль, який проходив з 5 по 15 лютого 2015 року в Берліні з американським кінорежисером Дарреном Аронофскі у якості голови журі. Німецький кінорежисер Вім Вендерс отримав «Почесного Золотого ведмедя». Перші сім фільмів фестивалю були оголошені 15 грудня 2014 року. Іспанська стрічка «Нікому не потрібна ніч» Ісабель Койшет була оголошена фільмом відкриття.
Постер фестивалю був розроблений агентством Boros, яке зробило чотири попередні постери події. Директор фестивалю Дітер Косслік зобразив постер як «момент, повний гламуру і саспенсу, що передує підняттю завіси перед сеансом кінофільму. Цьогорічний постер має на меті звернути увагу до цього чарівного моменту».
Іранський драматичний фільм «Таксі» режисера Джафара Панагі виграв «Золотого ведмедя». А український кінооператор Сергій Михальчук отримав «Срібного ведмедя за технічні досягнення» за стрічку «Під електричними хмарами».

## Журі

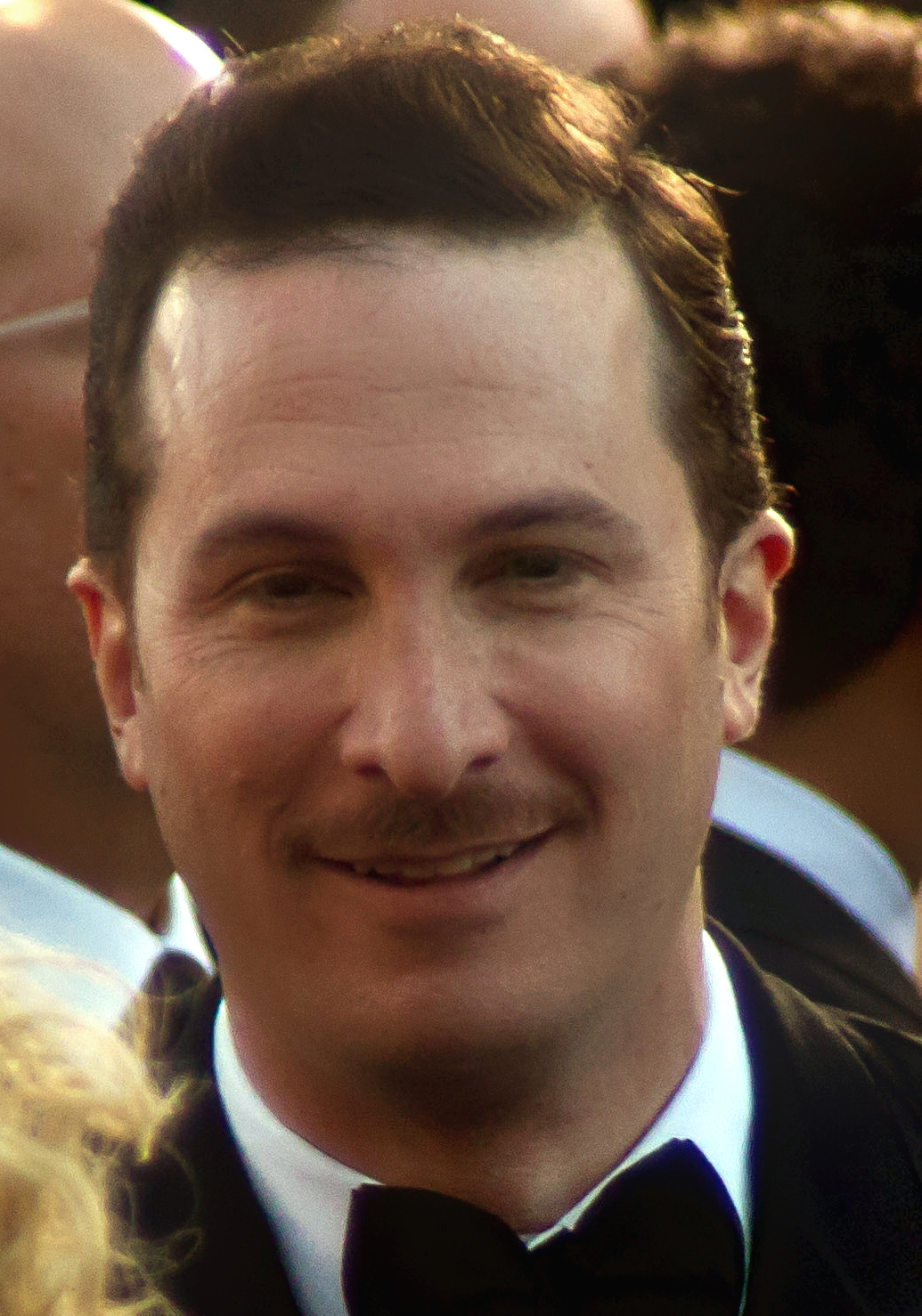
Даррен Аронофскі, голова журі

### Журі Головного конкурсу
До журі фестивалю увійшли такі фахівці:
- Даррен Аронофскі, американський кінорежисер (голова журі)
- Даніель Брюль, іспансько-німецький актор
- Пон Джунхо, південнокорейський кінорежисер
- Марта Де Лаурентіс[en], американський кінопродюсер
- Клаудія Льйоса, перуанська кінорежисер
- Одрі Тоту, французька актриса
- Меттью Вайнер[en], американський сценарист, режисер та продюсер

### Журі короткого метру
- Халіл Алтіндер[en], турецький митець
- Вахуюні А. Хаді, сінгапурська продюсер
- Мадхусрі Датта, індійська кінорежисер

### Журі Generation Kplus
- Беттіна Блюмнер, німецька кінорежисер та сценарист
- Том Герн, новозеландський кінорежисер, актор та продюсер
- Міхал Матус, ізраїльський директор Дитячого міжнародного кінофестивалю у Тель-Авіві

### Журі Generation 14plus
- Софі Гайд, австралійська кінорежисер
- Алікс Медиген-Йоркін, американська продюсер
- Мартен Ребертс, новозеландський продюсер

### Дитяче журі та молодіжне журі
Одинадцять дітей з Берліна, у віці від 12 до 14 років, були запрошені до складу Дитячого журі, і сім підлітків до Молодіжного журі. Вони будуть нагороджувати «Кришталевими ведмедями» за найкращий короткометражний і художній фільми у своїх категоріях.

### Журі найкращого кінодебюту
До журі найкращого кінодебюту увійшли такі фахівці:
- Марта Де Лаурентіс[en], мексиканський кінорежисер
- Джошуа Оппенгеймер[en], американський кінорежисер
- Ольга Куриленко, українсько-французька актриса

## Конкурсна програма

### Головний конкурс
Для головного конкурсу відібрані такі фільми, що боротимуться за нагороди «Золотий ведмідь» і «Срібний ведмідь»:
| Українська назва                                 | Оригінальна назва              | Режисер(и)              | Країна виробництва                                |
| ------------------------------------------------ | ------------------------------ | ----------------------- | ------------------------------------------------- |
| 45 років                                         | 45 Years                       | Ендрю Гейґ              | Велика Британія                                   |
| Браво!                                           | Aferim!                        | Раду Жуде               | Румунія Болгарія Чехія                            |
| Коли ми мріяли                                   | Als wir träumten               | Андреас Дрезен          | Німеччина Франція                                 |
| Великий батько, маленький батько та інші історії | Cha và con và                  | Фен Данг Ді             | Франція В'єтнам                                   |
| Тіло                                             | Ciało                          | Малгожата Шумовська     | Польща                                            |
| Подорож Часуке                                   | 天の茶助 Ten no Chasuke        | Сабу                    | Японія                                            |
| Щоденник покоївки                                | Journal d'une femme de chambre | Бенуа Жако              | Франція Бельгія                                   |
| Ейзенштейн у Гуанахуато                          | Eisenstein in Guanajuato       | Пітер Гріневей          | Нідерланди Мексика Бельгія Фінляндія              |
| Віднесені кулями                                 | 一步之遥                       | Цзян Вень               | КНР                                               |
| Вулкан Ішканул                                   | Ixcanul                        | Хайро Бустаманте        | Франція Гватемала                                 |
| Лицар кубків                                     | Knight of Cups                 | Терренс Малік           | США                                               |
| Нікому не потрібна ніч                           | Nadie quiere la noche          | Ісабель Койшет          | Іспанія                                           |
| Королева пустелі                                 | Queen of the Desert            | Вернер Герцоґ           | США Марокко                                       |
| Клятвена незаймана                               | Vergine giurata                | Лаура Біспурі           | Італія Швейцарія Німеччина Албанія Косово Франція |
| Таксі                                            | تاکسی                          | Джафар Панагі           | Іран                                              |
| Клуб                                             | El Club                        | Пабло Ларраїн           | Чилі                                              |
| Перламутровий ґудзик                             | El botón de nácar              | Патрісіо Гусман         | Франція Чилі Іспанія                              |
| Під електричними хмарами                         | Под электрическими облаками    | Олексій Герман-молодший | Україна Польща Росія                              |
| Вікторія                                         | Victoria                       | Себастьян Шиппер        | Німеччина                                         |

### Поза конкурсом
Для показу поза конкурсом вибрані такі фільми:
| Українська назва  | Оригінальна назва        | Режисер(и)        | Країна виробництва                       |
| ----------------- | ------------------------ | ----------------- | ---------------------------------------- |
| Підірвати Гітлера | Elser                    | Олівер Гіршбіґель | Німеччина                                |
| Попелюшка         | Cinderella               | Кеннет Брана      | США                                      |
| Все буде добре    | Every Thing Will Be Fine | Вім Вендерс       | Німеччина Канада Франція Швеція Норвегія |
| Містер Холмс      | Mr. Holmes               | Біл Кондон        | Велика Британія США                      |

### «Панорама»
Для показу в секції «Панорама» вибрані такі фільми:
| Українська назва                           | Оригінальна назва                               | Режисер(и)              | Країна виробництва        |
| ------------------------------------------ | ----------------------------------------------- | ----------------------- | ------------------------- |
| Студія 54 (режисерська версія)             | 54                                              | Марк Крістофер          | США                       |
| 600 миль                                   | 600 Millas                                      | Габріель Ріпштейн       | Мексика                   |
| Відсутність                                | Ausência                                        | Чико Тейшейра           | Бразилія Чилі Франція     |
| Анжеліка                                   | Angelica                                        | Мітчелл Ліхтенштейн     | США                       |
| Бізарр                                     | Bizarre                                         | Етьєн Форе              | США Франція               |
| Блакитна кров                              | Sangue azul                                     | Ліріо Феррейра          | Бразилія                  |
| Вдосвіта                                   | Onthakan                                        | Ануча Буняватана        | Таїланд                   |
| Метелик                                    | Mariposa                                        | Марко Бергер            | Аргентина                 |
| Приспів                                    | Chorus                                          | Франсуа Делісл          | Канада                    |
| Дора, або Сексуальні неврози наших батьків | Dora oder Die sexuellen Neurosen unserer Eltern | Стина Веренфельс        | Швейцарія Німеччина       |
| Лесбійський горішок                        | Dyke Hard                                       | Бітт Андерссон          | Швеція                    |
| Вогонь                                     | El incendio                                     | Хуан Шнітман            | Аргентина                 |
| Як вигравати в шашки (кожен раз)           | How to Win at Checkers (Every Time)             | Джош Кім                | Таїланд США Індонезія     |
| Я — Майкл                                  | I Am Michael                                    | Джастін Келлі           | США                       |
| Останнє літо заможних                      | Der letzte Sommer der Reichen                   | Петер Керн              | Австрія                   |
| Любов, крадіжка та інші проблеми           | Al-Hob wa Al-Sariqa wa Mashakel Ukhra           | Муаяд Алаян             | Палестина                 |
| Незначний стрибок                          | Paridan az Ertefa Kam                           | Хамед Раджабі           | Іран Франція              |
| Вбивство в Пакоті                          | Meurtre à Pacot                                 | Рауль Пек               | Франція Гаїті Норвегія    |
| Противна дитина                            | Nasty Baby                                      | Себастьян Сільва        | США                       |
| Краватка молоді                            | Necktie Youth                                   | Сібс Шонгве-Ла Мер      | ПАР                       |
| Нед Райфл                                  | Ned Rifle                                       | Гел Гартлі              | США                       |
| Ода моєму батькові                         | 국제시장                                        | Юн Чже-Кён              | Південна Корея            |
| Із моєї руки                               | Out of My Hand                                  | Такесі Фукунага         | США                       |
| Протиприродний                             | Mot naturen                                     | Оле Ґ'явер, Марта Вольд | Норвегія                  |
| Рай у армії                                | 軍中樂園 Jun Zhong Le Yuan                      | Доцзе Ню                | Тайвань                   |
| Міні-зоопарк                               | Petting Zoo                                     | Міка Маджи              | Німеччина Франція США     |
| Піонери-герої                              | Пионеры-герои                                   | Наталля Кудряшова       | Росія                     |
| За морем                                   | Al bahr min ouaraikoum                          | Хишам Ласрі             | Марокко                   |
| Історії нашого життя                       | Stories of Our Lives                            | Джим Чучу               | Кенія                     |
| Сангайле                                   | Sangailė                                        | Аланте Каваїте          | Литва Греція Нідерланди   |
| Танатос, п'яний                            | Zui Sheng Meng Si                               | Чанг Цо Чі              | Тайвань                   |
| Жорстока любов                             | Härte                                           | Роза фон Праунгайм      | Німеччина                 |
| Чому я?                                    | De ce eu?                                       | Тудор Жюржию            | Румунія Болгарія Угорщина |

### «Спеціальні покази Берлінале»
Для показу в секції «Спеціальні покази Берлінале» вибрані такі фільми:
| Українська назва           | Оригінальна назва    | Режисер(и)                                    | Країна виробництва                                 |
| -------------------------- | -------------------- | --------------------------------------------- | -------------------------------------------------- |
| Ти тут                     | Are You Here         | Меттью Вайнер                                 | США                                                |
| Родовід                    | Bloodline            | Тодд А. Кесслєр, Деніел Зелман і Глен Кесслєр | США                                                |
| Богема                     | Breathe Umphefumlo   | Марк Дорнфорд-Мей                             | ПАР                                                |
| П'ятдесят відтінків сірого | Fifty Shades of Grey | Сем Тейлор-Вуд                                | США                                                |
| Зелень буде цвісти знову   | Torneranno i prati   | Ерманно Ольмі                                 | Італія                                             |
| Життя                      | Life                 | Антон Корбейн                                 | Велика Британія Канада                             |
| Погляд тиші                | The Look of Silence  | Джошуа Оппенгеймер                            | Данія Норвегія Фінляндія Велика Британія Індонезія |
| Любов і милосердя          | Love and Mercy       | Білл Полед                                    | США                                                |
| Недоречний світ            | Die abhandene Welt   | Маргарета фон Тротта                          | Німеччина                                          |
| Сельма                     | Selma                | Ава Дюверней                                  | Велика Британія США                                |
| Сьома пожежа               | The Seventh Fire     | Джек Петтібоун Ріккобоно                      | США                                                |
| Гора цноти                 | Fúsi                 | Даґур Карі                                    | Ісландія Данія                                     |
| Портрет Аделі Блох-Бауер I | Woman in Gold        | Саймон Кертіс                                 | Велика Британія США                                |

### «Класика Берлінале»
Для показу в секції «Класика Берлінале» вибрані такі фільми:
| Українська назва       | Оригінальна назва        | Режисер(и)    | Країна виробництва           |
| ---------------------- | ------------------------ | ------------- | ---------------------------- |
| Кіт має дев'ять життів | Neun Leben hat die Katze | Ула Стокл     | ФРН (1968)                   |
| Голдфінгер             | Goldfinger               | Гай Гамільтон | Велика Британія (1964)       |
| Народжений у 45-му     | Jahrgang '45             | Юрген Боттчер | НДР (1966)                   |
| Холоднокровно          | In Cold Blood            | Річард Брукс  | США (1967)                   |
| Вар'єте                | Varieté                  | Е. А. Дюпон   | Веймарська республіка (1925) |

## Участь України
Від України в Головному конкурсі представлений фільм «Під електричними хмарами» Олексія Германа-молодшого, знятий у копродукції з Польщею та Росією.
Стрічка «Люксембург» українського режисера Мирослава Слабошпицького була відібрана до програми «Берлінале копродакшн-маркет».
У рамках міжнародного кіноринку студія «Укранімафільм» на Берлінале презентує чотири анімаційні роботи: перший український повнометражний анімаційний фільм «Бабай», анімаційний серіал «Пригоди Котигорошка та його друзів» та короткометражні анімаційні фільми «Халабудка» й «Атракціон».

## Нагороди
Нагороди були розподілені таким чином:

### Офіційний конкурс
| Нагорода                                 | Одержувач                                                      | Країна                 |
| ---------------------------------------- | -------------------------------------------------------------- | ---------------------- |
| «Золотий ведмідь»                        | «Таксі» — Джафар Панагі                                        | Іран                   |
| Гран-прі журі                            | «Клуб» — Пабло Ларраін                                         | Чилі                   |
| «Срібний ведмідь за найкращу режисуру»   | Раду Жуде — «Браво!»                                           | Румунія Болгарія Чехія |
| «Срібний ведмідь за найкращу режисуру»   | Малгожата Шумовська — «Тіло»                                   | Польща                 |
| «Срібний ведмідь найкращому актору»      | Том Кортні — «45 років»                                        | Велика Британія        |
| «Срібний ведмідь найкращій акторці»      | Шарлотта Ремплінг — «45 років»                                 | Велика Британія        |
| «Срібний ведмідь за найкращий сценарій»  | «Перламутровий ґудзик» — Патрісіо Гусман                       | Чилі                   |
| «Срібний ведмідь за технічні досягнення» | Стурла Брандт Грьовлен — «Вікторія»                            | Німеччина              |
| «Срібний ведмідь за технічні досягнення» | Сергій Михальчук і Євгеній Прівін — «Під електричними хмарами» | Україна Польща Росія   |
| Приз Альфреда Бауера                     | «Ішканул» — Хайро Бустаманте                                   | Франція Гватемала      |

### Нагороди за короткий метр
| Нагорода                                                               | Одержувач                        | Країна         |
| ---------------------------------------------------------------------- | -------------------------------- | -------------- |
| «Золотий ведмідь за найкращий короткометражний фільм»                  | «Осанна» — Кіл На Ён             | Південна Корея |
| «Срібний ведмідь журі (за короткометражний фільм)»                     | «Профан у танцях» — Джоанна Арно | США            |
| Нагорода «Audi» (за короткометражний фільм)                            | «Планета Σ» — Момоко Сето        | Франція        |
| Берлінська номінация на короткометражний фільм Європейського кінопризу | «Диссонанс» — Тілль Новак        | Німеччина      |

### Нагороди Generation

#### Нагороди дитячого журі Generation Kplus
| Нагорода                                                  | Одержувач                              | Країна                              |
| --------------------------------------------------------- | -------------------------------------- | ----------------------------------- |
| «Кришталевий ведмідь за найкращий фільм»                  | «Моя худа сестра» — Сенна Лєнкен       | Швеція Німеччина                    |
| Спеціальна згадка                                         | «Веселка» — Нагеш Кукунур              | Індія                               |
| «Кришталевий ведмідь за найкращий короткометражний фільм» | «Подарунок мого батька» — Салам Салман | Ірак Велика Британія Нідерланди США |
| Спеціальна згадка                                         | «Краватка» — Ан Вромбаут               | Бельгія                             |

#### Нагороди міжнародного журі Generation Kplus
| Нагорода                                        | Одержувач                                 | Країна           |
| ----------------------------------------------- | ----------------------------------------- | ---------------- |
| Гран-прі журі за найкращий повнометражний фільм | «Веселка» — Нагеш Кукунур                 | Індія            |
| Спеціальна згадка                               | «Моя худа сестра» — Сенна Лєнкен          | Швеція Німеччина |
| Спеціальна нагорода журі                        | «Джованні і водний балет» — Астрід Бусінк | Нідерланди       |
| Спеціальна згадка                               | «Агнес» — Аня Лінд                        | Швеція           |

#### Нагороди молодіжного журі Generation 14plus
| Нагорода                                                  | Одержувач                      | Країна          |
| --------------------------------------------------------- | ------------------------------ | --------------- |
| «Кришталевий ведмідь за найкращий фільм»                  | «Клин» — Беата Гарделер        | Швеція          |
| Спеціальна згадка                                         | «Принц» — Сем Де Йонг          | Нідерланди      |
| «Кришталевий ведмідь за найкращий короткометражний фільм» | «Сповідь» — Петрос Сільвестрос | Велика Британія |
| Спеціальна згадка                                         | «Неллі» — Кріс Райбер          | Австрія         |

#### Нагороди міжнародного журі Generation 14plus
| Нагорода                                        | Одержувач                                        | Країна               |
| ----------------------------------------------- | ------------------------------------------------ | -------------------- |
| Гран-прі журі за найкращий повнометражний фільм | «Щоденник дівчинки-підлітка» — Марієль Геллер    | США                  |
| Спеціальна згадка                               | «Нена» — Саскія Дізінг                           | Нідерланди Німеччина |
| Спеціальна нагорода журі                        | «Тренер» — Бен Адлер                             | Франція              |
| Спеціальна згадка                               | «Возз'єднання» — Іддо Соскольне, Янне Реінкаінен | Фінляндія            |

### Нагорода за найкращий дебют
| Нагорода        | Одержувач                      | Країна  |
| --------------- | ------------------------------ | ------- |
| Найкращий дебют | «600 миль» — Габріель Ріпштейн | Мексика |

### Нагороди незалежних журі
- Нагорода «Тедді»: «Противна дитина» — Себастьян Сільва[en] ( США)[21]

- Міжнародна федерація кінопреси:[22]
  - Головний конкурс: «Таксі» — Джафар Панагі ( Іран)
  - Панорама: «Незначний стрибок» — Хамед Раджабі ( Іран,  Франція)
  - Форум: «Жести» — Франчесто Клерічі ( Італія)

### Спеціальні нагороди

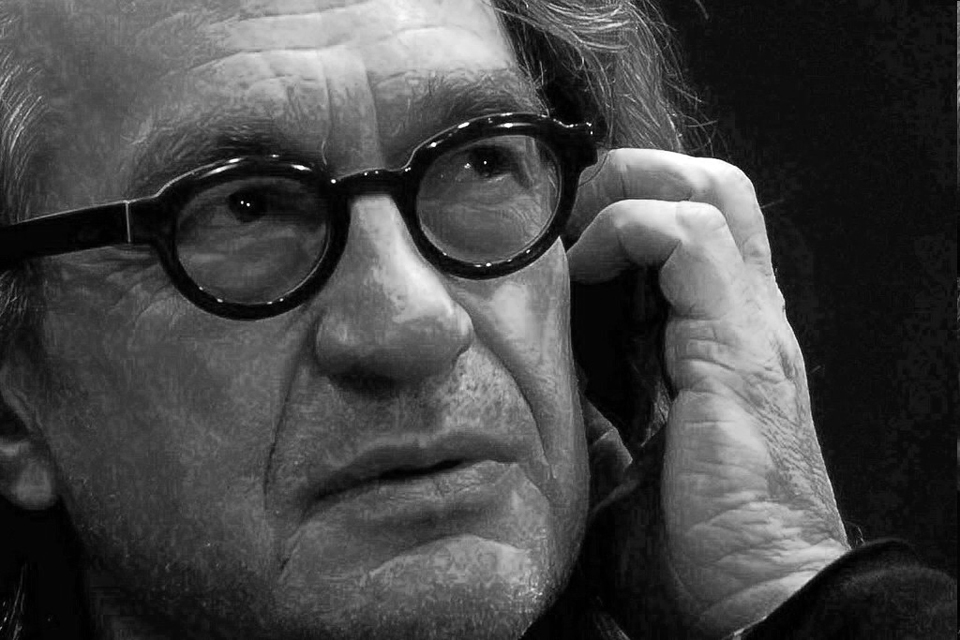
Вім Вендерс (2008)

| Нагорода                   | Одержувач      | Країна      |
| -------------------------- | -------------- | ----------- |
| «Почесний Золотий ведмідь» | Вім Вендерс    | Німеччина   |
| «Камера Берлінале»         | Еліс Вотерс    | США         |
| «Камера Берлінале»         | Карло Петріні  | Італія      |
| «Камера Берлінале»         | Наум Клейман   | Росія       |
| «Камера Берлінале»         | Марсель Офюльс | Франція США |